# مارسيلو لوبيز
مارسيلو لوبيز هو لاعب كرة قدم برتغالي في مركز الهجوم، ولد في 21 أبريل 1994. لعب مع إف سي آيندهوفن.

## وصلات خارجية
- مارسيلو لوبيز على موقع قاعدة بيانات كرة القدم.إي يو (الإنجليزية)
- مارسيلو لوبيز على موقع Soccerway.com (الإنجليزية)
- مارسيلو لوبيز على موقع عالم كرة القدم.نت (الإنجليزية)